# Tóth Adrienn (öttusázó)
Tóth Adrienn (Magyarország, 1990. november 24. –) világbajnok magyar öttusázó. A Budapesti Honvéd SE válogatott sportolója.

## Sportpályafutása
2005-ben a négytusa ifjúsági A Európa-bajnokságon egyéiben második, csapatban első, váltóban harmadik lett. Az ifjúsági négytusa  világbajnokságon csapatban és váltóban győzött. Egyéniben ötödik lett. 2006-ban a junior Európa-bajnokságon váltóban harmadik volt. A 2007-es junior Eb-n egyéniben és váltóban első lett. Az ifjúsági négytusa Európa-bajnokságon egyéniben csapatban és váltóban végzett az első helyen. A világbajnokságon egyéniben 22., csapatban hetedik, váltóban negyedik volt. A junior világbajnokságon egyéniben és váltóban első, csapatban harmadik helyezett volt. 2008-ban a világbajnokságon egyéniben 12., csapatban harmadik, váltóban első volt. A junior vb-n egyéniben hetedik, csapatban és váltóban aranyérmes lett. az ifjúsági négytusa kontinensbajnokságon csapatban és váltóban első helyen zárt. Az ifjúsági négytusa vb-n az egyéni versenyben negyedik, csapatban és váltóban első lett.
2009-ben a junior Eb-n egyéniben hetedik, csapatban és váltóban első helyet szerzett. A 2010-es junior Eb-n egyéniben hetedik, csapatban második, váltóban bronzérmes volt. Az Európa-bajnokságon egyéniben hetedik, csapatban második, váltóban aranyérmes lett. A junior világbajnokságon egyéniben és váltóban ötödik, csapatban második helyezést ért el. A világbajnokságon egyéniben 27., csapatban negyedik, váltóban kilencedik volt. 2011-ben az Európa-bajnokságon egyéniben második, csapatban és váltóban első lett. A világbajnokságon egyéniben 26., csapatban második, váltóban első helyen végzett. A junior Európa-bajnokságon egyéniben hatodik, csapatban első, váltóban második volt. A junior vb-n az egyéni versenyben kilencedik, csapatban és váltóban bronzérmes lett. 2012-ben a vb-n egyéniben 11.-ként, csapatban másodikként zárt. Az Eb-n egyéniben 17., csapatban harmadik volt.
A 2012-es londoni olimpián a 20. helyen végzett. 2012 novemberében bejelentette, hogy befejezi sportolói pályafutását.

## Edzői
- Hicsák Zsolt (2002–2005)
- Bognár Gábor (2005–)

## Díjai, elismerései
- Junior Prima díj (2011)